# Bell 207 Sioux Scout
Bell 207 Sioux Scout був модифікацією вертольоту Bell 47 який був розроблений Bell Helicopter за контрактом від армії США, для демонстрації  правильності концепції вертольота-ганшипа Bell D-255, з тандемною кабіною, короткими крилами і підфюзеляжною туреллю.

## Проектування і розробка
Після кількох років розробки Bell представили макет "D-255 Iroquois Warrior" командуванню армії у червні 1962, сподіваючись на отримання фінансування. D-255 планувалося зробити спеціально побудованим ударним вертольотом на базі планера і динамічних компонентів UH-1B  з новим, тонким планером і двомісною, тандемною кабіною, з гранатометом у кулеподібній носовій турелі, 20 мм підфюзеляжною гарматною гондолою і короткими крилами для встановлення НАР або ПТКР SS.10.
На підтвердження концепції з Bell було укладено контракт у грудні 1962 на Model 207 Sioux Scout, яка, по суті, була новою передньою частиною фюзеляжу і динамічними частинами Bell 47G-3 які було встановлено на Bell 47J у центральній і кормовій частинах фюзеляжу. Sioux Scout мав всі ключові можливості сучасного ганшипа — тандемну кабіну, короткими крилами для зброї і підфюзеляжну турель. У тандемній кабіні стрілець сидів нижче спереду, а пілот позаду, з можливістю керування вертольотом з обох місць. Місце стрільця мало приціл і органи управління туреллю у центрі, тому органи управління польотом було переміщено у бік.  Стрілець керував туреллю зі спареними кулеметами М60 калібру 7,62 мм. На коротких крилах було встановлено зовнішні паливні баки.
Перший політ відбувся у липні 1963, Bell 207 продемонстрував покращену маневреність над Bell 47/OH-13, через наявність коротких крил. Різні варіанти крил, капотів і хвостових поверхонь було протестовано на моделі 207 до того як вона була передана армійським пілотам у форті Беннінг, Джорджия для подальшого тестування наприкінці 1963.  Після оцінювання Sioux Scout на початку 1964, армія була вражена, проте зазначали, що Sioux Scout є дрібнорозмірним, малопотужним і не підходить для практичного використання.
Пізніше у 1964, армія видала запит для своє програми Системи Провідної повітряної вогневої підтримки (AAFSS). У відповідь на це Bell представили вертоліт D-262 (Model 209), меншу версію D-255, для використання двигуна T53 від UH-1.  Проте, Bell D-262 не було обрано як фіналіста змагання, перемогу отримав Lockheed AH-56 Cheyenne. Не зважаючи на програш у змаганні Model 209 стала відомою і успішною під назвою Bell AH-1 Cobra.

## Льотно-технічні характеристики

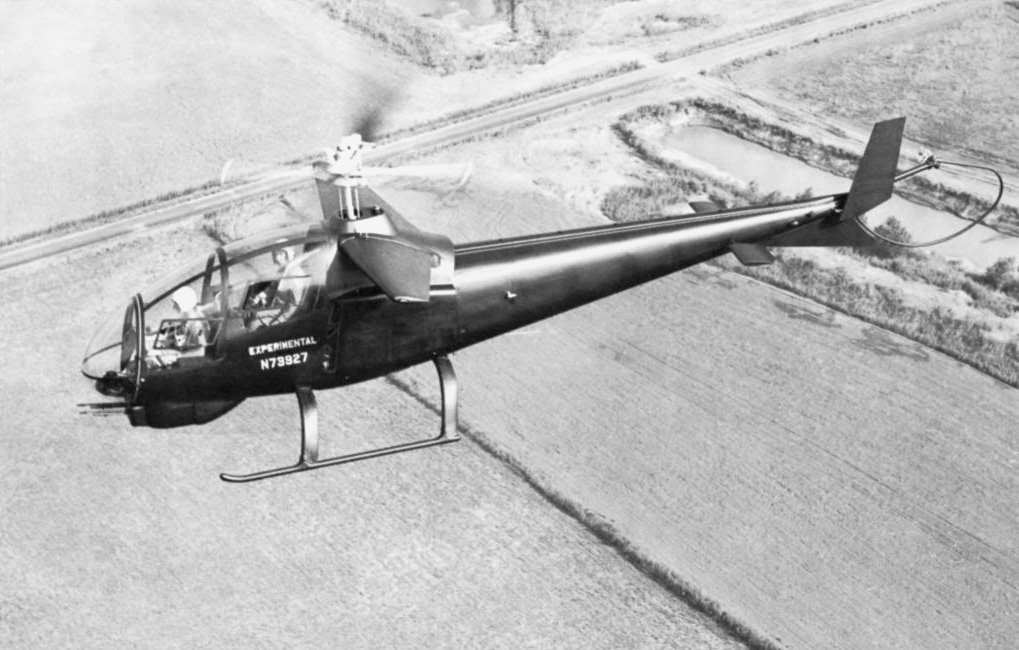

Основні характеристики
- Екіпаж: 2 (пілот і стрілець у тандемній кабіні)
- Довжина:
- Висота:
- Діаметр несучого гвинта:

- Силова установка: 1 × Горизонтально-опозитний поршневий 6-циліндровий двигун повітряного охолодження Lycoming TVO-435-A1A  260 кс ( )

Льотні характеристики
Озброєння
- Стрілецько-гарматне: два кулемета калібру 7,62 мм у підфюзеляжній турелі Emerson Electric TAT-101

Armament
- Guns: *two 7.62 mm (.308 in) machine guns in Emerson Electric TAT-101 chin-turret armed with